# Iván Velasco
Pour les articles homonymes, voir Velasco.
Velasco  Murillo est un nom espagnol. Le premier nom de famille, en général paternel, est Velasco ; le second, en général maternel, souvent omis, est Murillo.
Iván Velasco, né le 7 février 1980 à Arrasate/Mondragón, est un coureur cycliste espagnol. Professionnel de 2006 à 2014, il a participé à huit grands tours au cours de sa carrière.

## Biographie
Il est exclu du Tour d'Italie 2012 pour faute grave. En fin d'année, le contrat de Velasco avec Euskaltel-Euskadi n'est pas renouvelé par Igor González de Galdeano, manager de l'équipe, parce qu'il n'apporte pas de points UCI permettant à son équipe de se maintenir dans le World Tour.
Le coureur espagnol annonce sa retraite sportive à la fin de la saison 2014.
En 2019, il rejoint l'équipe Astana, avec comme rôle de développer les produits de l'équipe.

## Palmarès
- 2005
  - San Martín Proba
  - 2e de la Pentekostes Saria

## Résultats sur les grands tours

### Tour de France
2 participations
- 2010 : 62e
- 2011 : non-partant (6e étape)

### Tour d'Italie
3 participations
- 2007 : 76e
- 2008 : 54e
- 2012 : exclu (20e étape)

### Tour d'Espagne
3 participations
- 2008 : 51e
- 2012 : 26e
- 2013 : non-partant (11e étape)